# Campeonato Mundial de Ciclismo en Grava
El Campeonato Mundial de Ciclismo en Grava es una competición internacional de ciclismo en grava realizada con bicicletas todo terreno. Es organizado anualmente desde 2022 por la Unión Ciclista Internacional (UCI).

## Ediciones
| Núm. | Año  | Sede              | País         |
| ---- | ---- | ----------------- | ------------ |
| I    | 2022 | Véneto            | Italia       |
| II   | 2023 | Véneto            | Italia       |
| III  | 2024 | Brabante Flamenco | Bélgica      |
| IV   | 2025 | Limburgo del Sur  | Países Bajos |
| V    | 2026 | Nannup            | Australia    |
| VI   | 2027 | Alta Saboya       | Francia      |

## Palmarés

### Masculino
| Núm. | Año  | Sede                           | Oro                                 | Plata                        | Bronce                              |
| ---- | ---- | ------------------------------ | ----------------------------------- | ---------------------------- | ----------------------------------- |
| I    | 2022 | Véneto · ( Italia)             | Gianni Vermeersch · Bélgica         | Daniel Oss · Italia          | Mathieu van der Poel · Países Bajos |
| II   | 2023 | Véneto · ( Italia)             | Matej Mohorič Eslovenia             | Florian Vermeersch · Bélgica | Connor Swift Reino Unido            |
| III  | 2024 | Brabante Flamenco · ( Bélgica) | Mathieu van der Poel · Países Bajos | Florian Vermeersch · Bélgica | Quinten Hermans · Bélgica           |

### Femenino
| Núm. | Año  | Sede                           | Oro                            | Plata                   | Bronce                        |
| ---- | ---- | ------------------------------ | ------------------------------ | ----------------------- | ----------------------------- |
| I    | 2022 | Véneto · ( Italia)             | Pauline Ferrand-Prévot Francia | Sina Frei · Suiza       | Chiara Teocchi · Italia       |
| II   | 2023 | Véneto · ( Italia)             | Katarzyna Niewiadoma · Polonia | Silvia Persico · Italia | Demi Vollering · Países Bajos |
| III  | 2024 | Brabante Flamenco · ( Bélgica) | Marianne Vos · Países Bajos    | Lotte Kopecky · Bélgica | Lorena Wiebes · Países Bajos  |

## Medallero histórico
- Actualizado a Brabante Flamenco 2024.

| Núm. | País         | Oro | Plata | Bronce | Total |
| ---- | ------------ | --- | ----- | ------ | ----- |
| 1    | Países Bajos | 2   | 0     | 3      | 5     |
| 2    | Bélgica      | 1   | 3     | 1      | 5     |
| 3    | Eslovenia    | 1   | 0     | 0      | 1     |
| 3    | Francia      | 1   | 0     | 0      | 1     |
| 3    | Polonia      | 1   | 0     | 0      | 1     |
| 6    | Italia       | 0   | 2     | 1      | 3     |
| 7    | Suiza        | 0   | 1     | 0      | 1     |
| 8    | Reino Unido  | 0   | 0     | 1      | 1     |
|      | TOTAL        | 6   | 6     | 6      | 18    |